# Seznam kaňonů na Marsu
Seznam kaňonů na Marsu je doplňující materiál pro Seznam údolí na Marsu. Kaňon je hluboká deprese s příkrými stěnami odpovídající tomu samému termínu na Zemi.
| Jméno             | Souřadnice    | Poznámky              |
| ----------------- | ------------- | --------------------- |
| Arsia Chasmata    | 7.5S, 119.4W  |                       |
| Ascraeus Chasmata | 8.7N, 105.7W  |                       |
| Australe Sulci    | 84.9S, 135E   |                       |
| Baetis Chasma     | 4.3S, 65W     |                       |
| Candor Chasma     | 6.5S, 70.9W   | Část Valles Marineris |
| Capri Chasma      | 9.8S, 43.3W   |                       |
| Ceti Chasma       | 5S, 68.4W     |                       |
| Chasma Australe   | 82.2S, 94.4E  |                       |
| Chasma Boreale    | 82.9N, 47.1W  |                       |
| Coprates Chasma   | 13.2S, 61.4W  | Část Valles Marineris |
| Echus Chasma      | 2.6N, 80.1W   |                       |
| Elysium Chasma    | 22.3N, 141.5E |                       |
| Eos Chasma        | 12S, 39.7W    | Část Valles Marineris |
| Ganges Chasma     | 7.9S, 48.1W   | Část Valles Marineris |
| Hebes Chasma      | 1.1S, 76.2W   |                       |
| Hellas Chasma     | 34.6S, 294.5W |                       |
| Hyblaeus Chasma   | 22N, 141.2E   |                       |
| Ius Chasma        | 6.9S, 85.8W   | Část Valles Marineris |
| Juventae Chasma   | 3.5S, 61.4W   |                       |
| Melas Chasma      | 10.3S, 72.7W  | Část Valles Marineris |
| Ophir Chasma      | 4S, 72.5W     | Část Valles Marineris |
| Pavonis Chasma    | 2.7N, 111.2W  |                       |
| Promethei Chasma  | 82.2S, 141.5E |                       |
| Tithonium Chasma  | 4.6S, 84.7W   | Část Valles Marineris |
| Ultimum Chasma    | 81.2S,151.1E  |                       |